# トリブバン大学

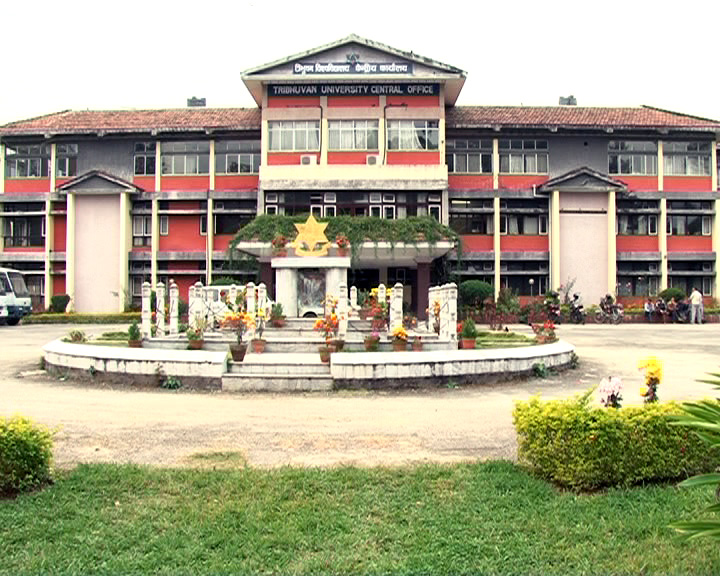
トリブバン大学

トリブバン大学（ネパール語: त्रिभुवन विश्वविद्यालय, 英: Tribhuvan University）は、ネパールの首都カトマンズの南西5キロメートルのキルティプルにある大学である。
ネパールで最初の大学として1959年に設立され、第8代ネパール国王トリブバン・ビール・ビクラム・シャハにちなみ命名された。150,000人以上の学生が在籍するネパール最大の大学である。薬学、工学、理学、技術、林業の研究科および社会科学、人間学、管理、教育、法律の学部がある。 大学は4つのシンクタンクを有する。 

## 日本における協定校
- 埼玉大学
- 島根大学
- 城西国際大学
- 流通経済大学
- 創価大学
- 立教大学
- 同志社大学
- 大阪産業大学
- 天理大学
- 福岡大学
- 北海道大学（トリブバン大学科学技術研究科と北海道大学大学院地球環境科学研究科との部局間協定）
- 富山大学（トリブバン大学理工学研究所と富山大学和漢医薬学総合研究所との部局間協定）
- 京都大学（トリブバン大学工学研究科と京都大学防災研究所、トリブバン大学土木工学科と京都大学工学部土木系との部局間協定）
- 大阪大学（トリブバン大学工学部、工学研究科と大阪大学工学研究科・工学部との部局間協定）
- 神戸大学（トリブバン大学医学院と神戸大学医学部・医学研究科との部局間協定）
- 広島大学（トリブバン大学ネパールアジア研究所・農畜産学部と広島大学大学院国際協力研究科、及びトリブバン大学医学部と広島大学医学部との部局間協定）
- 佐賀大学（トリブバン大学理工学部と佐賀大学理工学部による部局間協定）
- 法政大学